# Collegio uninominale Sicilia 1 - 04 (2017)
Il collegio elettorale uninominale Sicilia 1 - 04 è stato un collegio elettorale uninominale della Repubblica Italiana per l'elezione della Camera dei deputati tra il 2017 ed il 2022.

## Territorio
Come previsto dalla legge elettorale italiana del 2017, il collegio era stato definito tramite decreto legislativo all'interno della circoscrizione Sicilia 1.
Era formato dal territorio di 20 comuni: Acquaviva Platani, Bompensiere, Butera, Caltanissetta, Campofranco, Delia, Gela, Marianopoli, Mazzarino, Milena, Montedoro, Mussomeli, Riesi, San Cataldo, Santa Caterina Villarmosa, Serradifalco, Sommatino, Sutera, Vallelunga Pratameno e Villalba.
Il collegio era quindi interamente compreso nella provincia di Caltanissetta.
Il collegio era parte del collegio plurinominale Sicilia 1 - 03.

## Eletti
| Elezione | Elezione | Deputato         | Partito            |
| -------- | -------- | ---------------- | ------------------ |
|          | 2018     | Dedalo Pignatone | Movimento 5 Stelle |

## Dati elettorali

### XVIII legislatura
Come previsto dalla legge elettorale, 232 deputati erano eletti con sistema a maggioranza relativa in altrettanti collegi uninominali a turno unico.
| Candidati              | Candidati                  | Voti    | %     | Liste                    | Voti    | %     |
| ---------------------- | -------------------------- | ------- | ----- | ------------------------ | ------- | ----- |
|                        | Dedalo Pignatone ✔️ Eletto | 52 891  | 47,26 | Movimento 5 Stelle       | 52 891  | 47,26 |
|                        | Giuseppe Federico          | 39 733  | 35,51 | Forza Italia             | 24 141  | 21,57 |
| Lega                   | Giuseppe Federico          | 39 733  | 35,51 | 8 021                    | 7,17    |       |
| Fratelli d'Italia      | Giuseppe Federico          | 39 733  | 35,51 | 5 017                    | 4,48    |       |
| Noi con l'Italia - UDC | Giuseppe Federico          | 39 733  | 35,51 | 2 554                    | 2,28    |       |
|                        | Grazia Augello             | 13 033  | 11,65 | Partito Democratico      | 10 726  | 9,58  |
| Italia Europa Insieme  | Grazia Augello             | 13 033  | 11,65 | 1 063                    | 0,95    |       |
| +Europa                | Grazia Augello             | 13 033  | 11,65 | 995                      | 0,89    |       |
| Civica Popolare        | Grazia Augello             | 13 033  | 11,65 | 249                      | 0,22    |       |
|                        | Franca Gennuso             | 3 249   | 2,90  | Liberi e Uguali          | 3 249   | 2,90  |
|                        | Paola Guastella            | 1 650   | 1,47  | Il Popolo della Famiglia | 1 650   | 1,47  |
|                        | Vincenzo Giuliana          | 619     | 0,55  | Potere al Popolo!        | 619     | 0,55  |
|                        | Salvatore Lupica           | 410     | 0,37  | CasaPound                | 410     | 0,37  |
|                        | Claudia Cristaldi          | 320     | 0,29  | Italia agli Italiani     | 320     | 0,29  |
| Totale                 | Totale                     | 111 905 | 100   |                          | 111 905 | 100   |
|                        |                            |         |       |                          |         |       |
| Voti non validi        | Voti non validi            | 3 598   | 3,12  |                          |         |       |
| Votanti                | Votanti                    | 115 503 | 60,41 |                          |         |       |
| Elettori               | Elettori                   | 191 212 |       |                          |         |       |